# Apanteles extentus
Apanteles extentus är en stekelart som beskrevs av Papp 1977. Apanteles extentus ingår i släktet Apanteles och familjen bracksteklar. Inga underarter finns listade i Catalogue of Life.